# Go to the Mirror!
"Go to the Mirror (Boy)!" is een nummer dat geschreven is door Pete Townshend, de songwriter-gitarist van de Britse rockband The Who. Het nummer verschijnt als het vijftiende nummer van de eerste rockopera van de band, genaamd Tommy uit 1969. "Go to the Mirror!" staat in de lijst van 500 Songs that Shaped Rock and Roll van de Rock and Roll Hall of Fame.
"Go to the Mirror!" wordt gezongen door een dokter die tegen Tommy's ouders zegt dat er, na verschillende testen, medisch gezien niets met hem mis blijkt te zijn en zijn problemen pscychosomatisch zijn. Desalniettemin, terwijl zij proberen hem te bereiken, probeert Tommy's onderbewustzijn hen ook te bereiken.
In de filmversie van Tommy wordt de dokter gespeeld door Jack Nicholson.
Soms wordt het nummer betiteld als "Go to the Mirror, Boy!" Desalniettemin is "Go to the Mirror! de meest gangbare titel.